# USV Jena
Der Universitätssportverein Jena (USV Jena) gehört mit rund 3250 Mitgliedern in 28 Abteilungen zu den größten Breitensportvereinen Thüringens.

## Geschichte
Der USV Jena wurde am 13. April 1949 in der Mensa der Jenaer Universität als Betriebssportgemeinschaft von etwa 100 Studenten der Universität gegründet. Die HSG startete mit Boxen, Fußball, Gymnastik, Handball, Leichtathletik, Schach, Schwimmen, Tennis, Tischtennis, Turnen, Wassersport und Wintersport. Nach dem Zweiten Weltkrieg wurde der Sportbetrieb bereits 1946 wieder aufgenommen. Mit Hilfe von Sportlern der Betriebssportgemeinschaft "Ernst Abbe" und später "Schott" wurden die Universitätssportstätten wieder nutzbar gemacht. Mit der politischen Wende von 1990 wurde die HSG zum USV Jena. Ab Mitte der 1990er Jahre wurde massiv in Erhalt und Neubau der Sportstätten investiert.

## Sportstätten
Mit seinem Universitätssportzentrum verfügt der USV Jena über eine großflächige Außenanlage am Saaleufer mit einer ganzen Reihe von Sportanlagen:
- Zwei Kunstrasenplätze
- Zwei Rasenplätze
- Vier Beachvolleyballplätze
- Je eine Outdoor-Calisthenicsanlage und eine Outdoor-Crosstraininganlage der Firma Turnbar
- 400-Meter-Tartanbahn mit vier bzw. sechs Bahnen
- Streetballanlage mit drei festen und bis zu weiteren fünf mobilen Korbanlagen
- Multifunktionsfläche (Tartan)
- Zwei Tennis-Kunstrasenplätze
- 10 Tennis-Sandplätze
- Eine Multifunktions-Beach-Anlage
- Zahlreiche Rasen-Nebenflächen

Neben den Außenanlagen befinden sich auf dem USV-Gelände ein Hauptgebäude mit der Geschäftsstelle, Umkleidekabinen, Kursräumen, einem Fitnessbereich und einer Gaststätte sowie ein Dojo mit 400 m² Mattenfläche. Zur Tennisanlage gehört weiterhin ein Tennishaus mit Umkleidebereich, Sanitäranlagen, Aufenthaltsbereich und Sonnenterrasse.

## Abteilungen
Der USV Jena bietet Ausdauerlauf, Badminton, Basketball, Billard-Carambol, Breitensport, Fechten, Floorball, Fußball, Jugger, Kampfsport, Kanu, Karate, Kegeln, Kickboxen, Kraftsport, Orientierungslauf, Rudern, Rugby, Rhythmische Sportgymnastik, Schwimmen, Seniorensport, Taekwondo, Tennis, Tischtennis, Ultimate Frisbee, Volleyball und eine Abteilung Fitness und Gesundheit mit Fitnesssport, Indoorcycling sowie Reha- und Präventionssport.

## Frauenfußball beim USV
Zu Beginn der 80er Jahre formierte sich erstmals eine Unterrichtsgruppe Fußball für Studentinnen an der sportlichen Fakultät der Universität Jena, sie sollte zunächst lediglich das Interesse am Fußball wecken. Jedoch entwickelte sich die Sportgruppe sehr gut und bereits nach zweijähriger Trainingsphase konnte das erste Mal an der Bezirksmeisterschaft teilgenommen werden. In der Folge gelang es dem Verein, sich mehrfach für die Endrunde um den Meistertitel der DDR zu qualifizieren. Nach der deutschen Wiedervereinigung erreichte man 1991 umgehend den 1. Platz in der Oberliga Nordost, der zum Aufstieg in die 1. Bundesliga berechtigte. Nach dem direkten Wiederabstieg folgte die Konsolidierung in der Regionalliga Ost. Um eine größere Unabhängigkeit zu gewährleisten, wurde die Abteilung Frauenfußball 2003 in den neu gegründeten Verein FF USV Jena überführt.
Nachdem der USV Jena seine dritte Frauenmannschaft nach der Saison 2016/17 vom Spielbetrieb abgemeldet hatte, bemühte sich Carl Zeiss Jena um die Aufnahme im Verein. Die Mannschaft fungierte nun als Carl Zeiss Jena I und spielte in der viertklassigen Thüringenliga. Die dritte Saison dort beendete man auf dem ersten Platz. Am 26. Mai 2020 gab der Verein bekannt, zum 1. Juli das Spielrecht für alle Mannschaften an den FC Carl Zeiss Jena abzugeben. Aufgrund der COVID-19-Pandemie wurde die 2. Bundesliga in zwei Staffeln aufgeteilt. Jena spielte in der Nordstaffel und belegte bis zum 11. Spieltag den 2. Platz.